# 島田紳助の想い出オークション
『島田紳助の想い出オークション』は、2008年12月29日と2009年9月26日にテレビ朝日系列で放送されたバラエティ番組で、島田紳助の冠番組である。

## 番組概要
有名人が想い出の品々をオークションに出品し、MC島田紳助が想い出の品をテーマにゲストとトークする。ゲストはそれぞれに想い入れのある品を持参し、高値で落札してもらえるよう、様々なエピソードを披露しながらプレゼンしていく。 

## 放送時間
| 回 | 放送日         | 放送時間（JST）   | 備考                                |
| -- | -------------- | ----------------- | ----------------------------------- |
| 1  | 2008年12月29日 | 月曜23:40 - 24:40 |                                     |
| 2  | 2009年9月26日  | 土曜19:00 - 20:54 | 『サタスペ!』枠で放送（同枠最終回） |

## 出演者
- MC - 島田紳助
- サブMC - 村上信五（関ジャニ∞）

- 1回目ゲスト - 石田純一、吉田沙保里、はるな愛
- 2回目ゲスト - オードリー、亀田興毅、徳光和夫、長嶋一茂、藤本美貴、魔裟斗、山本モナ

- アシスタント - 加藤真輝子（テレビ朝日アナウンサー）
- ナレーション - 垂木勉

## スタッフ
- 構成 - 樋口卓治、興津豪乃、大井洋一、佐藤俊明、一色秋三郎
- TM - 戸塚信也
- TD - 桝田茂雄
- カメラ - 西村佳晃
- VE - 岡平伸一
- 音声 - 古寺智和
- 照明 - 中根鉄弥、廣瀬蓉子
- デザイン - 中塚宏
- 美術進行 - 遠藤ゆか、飛田ゆき
- 装置 - 藤江修平
- 大道具 - 高子昌樹
- 特殊装置 - 大脇豊
- 特殊効果 - 釜田智志
- モニター - 安藤洋一
- PA - 石渡洋志
- ヘアメイク - 杉尾智子
- CGタイトル - 横井勝、形部まり子
- バーチャル - 加藤喬
- 編集 - 森川隆孝
- MA - 阿部哲也
- 音効 - 波多野精二
- 編成 - 林雄一郎、金澤美保
- 広報 - 佐々木孝
- デスク - 星野敬子
- アシスタントディレクター - 小俣裕美、松田紹弘、峰尾圭一、山本薫、上原脩平、鈴木園子、
- ディレクター - 下元元、小林一丈、石井賢次、佐藤裕司、石田直央
- アシスタントプロデューサー - 小笠原耕介、舘智有里
- チーフディレクター - 藤代賢二
- プロデューサー - 辻村たろう、山田貢
- 演出・プロデューサー - 伊東寛晃
- チーフプロデューサー - 清水克也